# Bahnstrecke Mülheim-Speldorf–Troisdorf
| Streckennummer (DB): | 2324 |                                                   |                                                   |
| Kursbuchstrecke (DB): | – |                                                   |                                                   |
| Kursbuchstrecke: | 232 (Mülheim (Ruhr)-Speldorf – Düsseldorf-Rath 1946) 227 (Düsseldorf-Eller – Köln-Mülheim 1946) 228c (Düsseldorf-Eller – Opladen 1946) 228 (Opladen – Köln-Mülheim 1946) |                                                   |                                                   |
| Streckenlänge: | 81,2 km |                                                   |                                                   |
| Spurweite: | 1435 mm (Normalspur) |                                                   |                                                   |
| | |                                                   |                                                   |
| \| \| \| ehem. Strecke von Mülheim (Ruhr) \| \| \| \| \| ehem. Untere Ruhrtalbahn von Kettwig \| \| \| \| \| Strecke vom Rhein-Ruhr-Hafen \| \| \| \| 0,2 \| Mülheim (Ruhr)-Speldorf \| Mülheim (Ruhr)-Speldorf \| \| \| 2,9 \| Katzenbruch (Bk) \| Katzenbruch (Bk) \| \| \| \| Güterzugstrecke von Oberhausen West \| \| \| \| \| Strecken von/nach Duisburg/Krefeld \| \| \| \| \| \| \| \| \| 5,7 \| Duisburg-Wedau \| Duisburg-Wedau \| \| \| 6,6 \| Duisburg-Bissingheim \| Duisburg-Bissingheim \| \| \| 8,3 \| Duisburg-Entenfang \| Duisburg-Entenfang \| \| \| 13,1 \| Lintorf \| Lintorf \| \| \| 15,7 \| Tiefenbroich (Abzw) \| Tiefenbroich (Abzw) \| \| \| \| Angertalbahn nach Wülfrath \| \| \| \| 17,2 \| Ratingen West \| Ratingen West \| \| \| \| Ruhrtalbahn von Ratingen Ost \| \| \| \| 21,3 \| Düsseldorf-Rath \| Düsseldorf-Rath \| \| \| \| Ruhrtalbahn nach Düsseldorf-Derendorf \| \| \| \| \| Staufenplatztunnel (2053 m) \| \| \| \| 25,8 \| Hardt (Abzw) \| Hardt (Abzw) \| \| \| \| \| \| \| \| \| Strecke Düsseldorf ↔ Wuppertal \| \| \| \| \| S-Bahnstrecke von Düsseldorf \| \| \| \| 28,6 \| Düsseldorf-Eller \| Düsseldorf-Eller \| \| \| 34,9 \| Hilden \| Hilden \| \| \| \| S-Bahnstrecke nach Solingen \| \| \| \| 38,8 \| Richrath (zuletzt Hp) \| Richrath (zuletzt Hp) \| \| \| 41,2 \| Immigrath \| Immigrath \| \| \| \| Strecke von Wuppertal \| \| \| \| \| ehem. Strecke von Wuppertal-Oberbarmen \| \| \| \| 48,1 \| Opladen \| Opladen \| \| \| \| \| \| \| \| 50,3 \| Werkstätte (Abzw) Personenstrecke nach Köln-Deutz \| Werkstätte (Abzw) Personenstrecke nach Köln-Deutz \| \| \| \| \| \| \| \| 52,4 \| Leverkusen Morsbroich \| Leverkusen Morsbroich \| \| \| \| \| \| \| \| 55,5 \| Köln-Dünnwald (Anst, bis 2010) \| Köln-Dünnwald (Anst, bis 2010) \| \| \| \| \| \| \| \| \| Strecke von Bergisch Gladbach \| \| \| \| \| Strecke von Düsseldorf \| \| \| \| 60,8 \| Köln-Mülheim \| Köln-Mülheim \| \| \| \| Strecke nach Köln-Deutz \| \| \| \| 61,? \| Köln-Kalk Nord Einf \| Köln-Kalk Nord Einf \| \| \| 62,9 \| Köln-Kalk Nord \| Köln-Kalk Nord \| \| \| 63,9 \| Köln-Kalk Nord Ksf \| Köln-Kalk Nord Ksf \| \| \| \| S-Bahnstrecke Köln ↔ Troisdorf/Overath \| \| \| \| \| Siegstrecke Köln ↔ Troisdorf \| \| \| \| \| Güterumgehungsbahn nach Köln-Kalk \| \| \| \| \| Deutzer Hafenbahn der HGK \| \| \| \| \| Güterumgehungsbahn von der Südbrücke \| \| \| \| 66,0 \| Gremberg Nord (Abzw) \| Gremberg Nord (Abzw) \| \| \| 68,5 \| Gremberg \| Gremberg \| \| \| \| \| \| \| \| 68,7 \| Köln Steinstr. Abzw (niveaufreie Einfädelung) \| Köln Steinstr. Abzw (niveaufreie Einfädelung) \| \| \| \| \| \| \| \| \| Siegstrecke von Köln \| \| \| \| \| S-Bahnstrecke von Köln \| \| \| \| \| Köln Steinstr. Abzw (Beginn SFS) \| \| \| \| 70,1 \| Gremberg Süd (Abzw) \| Gremberg Süd (Abzw) \| \| \| \| Porz (Rhein) Hp \| \| \| \| 71,3 \| Porz (Rhein) \| Porz (Rhein) \| \| \| \| Flughafenschleife (Fernverkehr) \| \| \| \| \| Flughafenschleife (S-Bahn) \| \| \| \| 73,9 \| Porz-Wahn \| Porz-Wahn \| \| \| \| Porz-Wahn Süd (Abzw) \| \| \| \| \| A 59 \| \| \| \| 78,4 \| Spich \| Spich \| \| \| \| Kleinbahn Siegburg–Zündorf \| \| \| \| \| Tunnel Troisdorf (627 m) \| \| \| \| 79,5 \| Troisdorf Vorbf \| Troisdorf Vorbf \| \| \| \| Troisdorf Nord (Abzw) \| \| \| \| 81,2 \| Troisdorf \| Troisdorf \| \| \| \| Siegstrecke nach Siegburg/Bonn \| \| \| \| \| Schnellfahrstrecke nach Siegburg/Bonn \| \| \| \| \| Rechte Rheinstrecke nach Wiesbaden \| \| \| \| \| \| \| \| Quellen: [1][2] \| \| \| \| | |                                                   |                                                   |
| | | ehem. Strecke von Mülheim (Ruhr)                  |                                                   |
| Abzweig geradeaus und von links (Strecke außer Betrieb) | | ehem. Untere Ruhrtalbahn von Kettwig              | ehem. Untere Ruhrtalbahn von Kettwig              |
| Abzweig ehemals geradeaus und von rechts | | Strecke vom Rhein-Ruhr-Hafen                      | Strecke vom Rhein-Ruhr-Hafen                      |
| Dienststation / Betriebs- oder Güterbahnhof | 0,2 | Mülheim (Ruhr)-Speldorf                           | Mülheim (Ruhr)-Speldorf                           |
| ehemalige Blockstelle | 2,9 | Katzenbruch (Bk)                                  | Katzenbruch (Bk)                                  |
| Strecke von halbrechts · Strecke | | Güterzugstrecke von Oberhausen West               | Güterzugstrecke von Oberhausen West               |
| Kreuzung geradeaus unten · Abzweig ehemals geradeaus und nach rechts | | Strecken von/nach Duisburg/Krefeld                | Strecken von/nach Duisburg/Krefeld                |
| Abzweig geradeaus und ehemals von links · Strecke nach rechts (außer Betrieb) | |                                                   |                                                   |
| ehemaliger Bahnhof | 5,7 | Duisburg-Wedau                                    | Duisburg-Wedau                                    |
| ehemaliger Haltepunkt / Haltestelle | 6,6 | Duisburg-Bissingheim                              | Duisburg-Bissingheim                              |
| ehemaliger Haltepunkt / Haltestelle | 8,3 | Duisburg-Entenfang                                | Duisburg-Entenfang                                |
| Dienststation / Betriebs- oder Güterbahnhof | 13,1 | Lintorf                                           | Lintorf                                           |
| Blockstelle | 15,7 | Tiefenbroich (Abzw)                               | Tiefenbroich (Abzw)                               |
| Abzweig geradeaus, nach links und ehemals von links | | Angertalbahn nach Wülfrath                        | Angertalbahn nach Wülfrath                        |
| Dienststation / Betriebs- oder Güterbahnhof | 17,2 | Ratingen West                                     | Ratingen West                                     |
| Strecke von links · Kreuzung geradeaus unten | | Ruhrtalbahn von Ratingen Ost                      | Ruhrtalbahn von Ratingen Ost                      |
| Bahnhof · Dienststation / Betriebs- oder Güterbahnhof | 21,3 | Düsseldorf-Rath                                   | Düsseldorf-Rath                                   |
| Strecke nach rechts · Strecke | | Ruhrtalbahn nach Düsseldorf-Derendorf             | Ruhrtalbahn nach Düsseldorf-Derendorf             |
| Tunnel | | Staufenplatztunnel (2053 m)                       | Staufenplatztunnel (2053 m)                       |
| Blockstelle | 25,8 | Hardt (Abzw)                                      | Hardt (Abzw)                                      |
| Strecke von links · Abzweig geradeaus, nach rechts und ehemals von rechts | |                                                   |                                                   |
| Abzweig quer und nach rechts · Kreuzung geradeaus oben und links | | Strecke Düsseldorf ↔ Wuppertal                    | Strecke Düsseldorf ↔ Wuppertal                    |
| Strecke von rechts · Abzweig geradeaus und von rechts | | S-Bahnstrecke von Düsseldorf                      | S-Bahnstrecke von Düsseldorf                      |
| S-Bahnhof · Dienststation / Betriebs- oder Güterbahnhof | 28,6 | Düsseldorf-Eller                                  | Düsseldorf-Eller                                  |
| S-Bahnhof · Dienststation / Betriebs- oder Güterbahnhof | 34,9 | Hilden                                            | Hilden                                            |
| Strecke nach links · Kreuzung geradeaus unten | | S-Bahnstrecke nach Solingen                       | S-Bahnstrecke nach Solingen                       |
| ehemaliger Bahnhof | 38,8 | Richrath (zuletzt Hp)                             | Richrath (zuletzt Hp)                             |
| Dienststation / Betriebs- oder Güterbahnhof | 41,2 | Immigrath                                         | Immigrath                                         |
| Strecke · Strecke von links | | Strecke von Wuppertal                             | Strecke von Wuppertal                             |
| Strecke · Abzweig geradeaus und ehemals von links | | ehem. Strecke von Wuppertal-Oberbarmen            | ehem. Strecke von Wuppertal-Oberbarmen            |
| Dienststation / Betriebs- oder Güterbahnhof · Bahnhof | 48,1 | Opladen                                           | Opladen                                           |
| | |                                                   |                                                   |
| Strecke von links · Kreuzung geradeaus oben · Strecke nach rechts | 50,3 | Werkstätte (Abzw) Personenstrecke nach Köln-Deutz | Werkstätte (Abzw) Personenstrecke nach Köln-Deutz |
| | |                                                   |                                                   |
| Dienststation / Betriebs- oder Güterbahnhof | 52,4 | Leverkusen Morsbroich                             | Leverkusen Morsbroich                             |
| | |                                                   |                                                   |
| ehemalige Blockstelle | 55,5 | Köln-Dünnwald (Anst, bis 2010)                    | Köln-Dünnwald (Anst, bis 2010)                    |
| | |                                                   |                                                   |
| Abzweig geradeaus und von links · Kreuzung geradeaus unten | | Strecke von Bergisch Gladbach                     | Strecke von Bergisch Gladbach                     |
| Abzweig geradeaus und von rechts · Abzweig geradeaus und von rechts | | Strecke von Düsseldorf                            | Strecke von Düsseldorf                            |
| Bahnhof mit S-Bahn-Halt · Dienststation / Betriebs- oder Güterbahnhof | 60,8 | Köln-Mülheim                                      | Köln-Mülheim                                      |
| Abzweig nach rechts, von links und von rechts · Abzweig geradeaus und nach rechts | | Strecke nach Köln-Deutz                           | Strecke nach Köln-Deutz                           |
| Dienststation / Betriebs- oder Güterbahnhof · Dienststation / Betriebs- oder Güterbahnhof | 61,? | Köln-Kalk Nord Einf                               | Köln-Kalk Nord Einf                               |
| Dienststation / Betriebs- oder Güterbahnhof · Dienststation / Betriebs- oder Güterbahnhof | 62,9 | Köln-Kalk Nord                                    | Köln-Kalk Nord                                    |
| Dienststation / Betriebs- oder Güterbahnhof · Dienststation / Betriebs- oder Güterbahnhof | 63,9 | Köln-Kalk Nord Ksf                                | Köln-Kalk Nord Ksf                                |
| Kreuzung geradeaus unten · Kreuzung geradeaus unten und links | | S-Bahnstrecke Köln ↔ Troisdorf/Overath            | S-Bahnstrecke Köln ↔ Troisdorf/Overath            |
| Kreuzung geradeaus unten · Kreuzung geradeaus unten | | Siegstrecke Köln ↔ Troisdorf                      | Siegstrecke Köln ↔ Troisdorf                      |
| Strecke nach rechts · Strecke | | Güterumgehungsbahn nach Köln-Kalk                 | Güterumgehungsbahn nach Köln-Kalk                 |
| Abzweig geradeaus und nach rechts | | Deutzer Hafenbahn der HGK                         | Deutzer Hafenbahn der HGK                         |
| Strecke von rechts · Strecke | | Güterumgehungsbahn von der Südbrücke              | Güterumgehungsbahn von der Südbrücke              |
| Blockstelle · Blockstelle | 66,0 | Gremberg Nord (Abzw)                              | Gremberg Nord (Abzw)                              |
| Dienststation / Betriebs- oder Güterbahnhof · ehemaliger Bahnhof | 68,5 | Gremberg                                          | Gremberg                                          |
| | |                                                   |                                                   |
| Strecke · Blockstelle | 68,7 | Köln Steinstr. Abzw (niveaufreie Einfädelung)     | Köln Steinstr. Abzw (niveaufreie Einfädelung)     |
| | |                                                   |                                                   |
| Abzweig geradeaus und von links · Abzweig geradeaus, nach rechts und von links · Abzweig quer und von links | | Siegstrecke von Köln                              | Siegstrecke von Köln                              |
| Strecke · Strecke · Abzweig geradeaus und von links | | S-Bahnstrecke von Köln                            | S-Bahnstrecke von Köln                            |
| Strecke · Blockstelle · Blockstelle | | Köln Steinstr. Abzw (Beginn SFS)                  | Köln Steinstr. Abzw (Beginn SFS)                  |
| Blockstelle · Strecke · Strecke | 70,1 | Gremberg Süd (Abzw)                               | Gremberg Süd (Abzw)                               |
| Strecke · Strecke | | Porz (Rhein) Hp                                   | Porz (Rhein) Hp                                   |
| Dienststation / Betriebs- oder Güterbahnhof · Strecke · ehemaliger Bahnhof | 71,3 | Porz (Rhein)                                      | Porz (Rhein)                                      |
| Strecke · Abzweig geradeaus und von links · Kreuzung geradeaus unten | | Flughafenschleife (Fernverkehr)                   | Flughafenschleife (Fernverkehr)                   |
| Strecke · Strecke · Abzweig geradeaus und von links | | Flughafenschleife (S-Bahn)                        | Flughafenschleife (S-Bahn)                        |
| ehemaliger Dienststation / Betriebs- oder Güterbahnhof · Strecke · S-Bahnhof | 73,9 | Porz-Wahn                                         | Porz-Wahn                                         |
| Strecke · Blockstelle · Strecke | | Porz-Wahn Süd (Abzw)                              | Porz-Wahn Süd (Abzw)                              |
| Strecke mit Straßenbrücke · Strecke mit Straßenbrücke · Strecke mit Straßenbrücke | | A 59                                              | A 59                                              |
| ehemalige Blockstelle · Strecke · S-Bahn-Halt | 78,4 | Spich                                             | Spich                                             |
| Kreuzung geradeaus oben (Querstrecke außer Betrieb) · Kreuzung geradeaus oben (Querstrecke außer Betrieb) · Kreuzung geradeaus oben (Querstrecke außer Betrieb) | | Kleinbahn Siegburg–Zündorf                        | Kleinbahn Siegburg–Zündorf                        |
| Strecke · Tunnelanfang · Strecke | | Tunnel Troisdorf (627 m)                          | Tunnel Troisdorf (627 m)                          |
| Abzweig geradeaus und nach links · Kreuzung mit oberirdischer Strecke (im Tunnel) · Abzweig geradeaus und von rechts | 79,5 | Troisdorf Vorbf                                   | Troisdorf Vorbf                                   |
| Abzweig geradeaus und von links · Kreuzung mit oberirdischer Strecke (im Tunnel) · Abzweig geradeaus und nach rechts | | Troisdorf Nord (Abzw)                             | Troisdorf Nord (Abzw)                             |
| Bahnhof mit S-Bahn-Halt · Strecke geradeaus (im Tunnel) · Bahnhof mit S-Bahn-Halt | 81,2 | Troisdorf                                         | Troisdorf                                         |
| Strecke · Strecke · Abzweig nach links und ehemals von links | | Siegstrecke nach Siegburg/Bonn                    | Siegstrecke nach Siegburg/Bonn                    |
| Strecke · Strecke nach links · Kreuzung (Strecke geradeaus außer Betrieb) | | Schnellfahrstrecke nach Siegburg/Bonn             | Schnellfahrstrecke nach Siegburg/Bonn             |
| Abzweig geradeaus und ehemals von links · Strecke quer (außer Betrieb) · Strecke nach rechts (außer Betrieb) | | Rechte Rheinstrecke nach Wiesbaden                | Rechte Rheinstrecke nach Wiesbaden                |
| | |                                                   |                                                   |
| Quellen: | |                                                   |                                                   |

Die Bahnstrecke Mülheim-Speldorf–Troisdorf ist eine zweigleisige, elektrifizierte Hauptbahn in Nordrhein-Westfalen. Sie ist die Hauptachse des Güterverkehrs zwischen Köln und dem Ruhrgebiet sowie den Niederlanden. Sie verbindet die Rangierbahnhöfe Duisburg-Wedau (früher bedeutend, heute stillgelegt und im Abbruch) und Gremberg (in Köln) und wird stellenweise von jährlich ca. 55.000 Güterzügen befahren (bei Duisburg-Bissingheim; Stand 2020).

## Geschichte
Die Strecke wurde am 18. November 1874 von der Rheinischen Eisenbahn-Gesellschaft als Verbindung der Ruhrgebietsstrecke mit der rechten Rheinstrecke in Betrieb genommen. Sie verläuft in wenigen Kilometern Abstand parallel zur dreißig Jahre älteren Bahnstrecke Köln–Duisburg der konkurrierenden Köln-Mindener Eisenbahn-Gesellschaft, von der sie Verkehr abziehen sollte. Da die Strecke an den Siedlungskernen vorbeiführt, wurde schon bald nach der Verstaatlichung beider Gesellschaften der Personenverkehr abschnittsweise eingestellt. Bis auf wenige kurze Abschnitte dient die Strecke heute ausschließlich dem Güterverkehr.
In Höhe des Bahnhofs Opladen an der Bahnstrecke Haan-Gruiten–Köln-Deutz wurden die Gleise im Rahmen der Gebietsentwicklung der Stadt Leverkusen nach Osten unmittelbar an die Strecke Haan-Gruiten–Köln-Deutz verlegt. Die neuen Streckenführungen gingen im Dezember 2016 in Betrieb.
Personenverkehr wurde auf der Strecke in der Nachkriegszeit nur noch auf den Abschnitten Mülheim-Speldorf–Düsseldorf-Rath (KBS 307, weiter zum Düsseldorfer Hauptbahnhof) und Hilden–Opladen (KBS 409) abgewickelt. Am 6. Dezember 1971 wurde der Personenverkehr zwischen Duisburg-Wedau und Mülheim-Speldorf eingestellt, am 23. September 1983 folgte die Einstellung des Personenverkehrs von Duisburg-Entenfang bis zum Bahnhof Düsseldorf-Rath.
Im Dezember 2018 beschloss der Verkehrsverbund Rhein-Ruhr als zuständiger ÖPNV-Aufgabenträger die Betriebseinstellung der zwischen Duisburg Hauptbahnhof und Duisburg-Entenfang verkehrenden Linie Der Wedauer (RB 37). Begründet wurde dies mit den geringen Fahrgastzahlen. Als Ersatz wurde das Angebot der Buslinie 928 zwischen Bissingheim und der Duisburger Innenstadt ausgeweitet, die statt im Stundentakt im Halbstundentakt und zu den Hauptverkehrszeiten viertelstündlich verkehrt.

## Personenverkehr
Zwischen Duisburg-Wedau und Lintorf wird die Strecke unregelmäßig von Museumszügen auf dem Weg zur Angertalbahn genutzt. Nach Einstellung der Regionalbahnlinie 37 zum Haltepunkt Duisburg-Entenfang gibt es keinen fahrplanmäßigen Personenverkehr mehr.

### Ausweichverkehr
Auf dem Teilstück Opladen–Hilden wurde – wie bei der KBS 307 – am 23. September 1983 der Personenverkehr beendet. Diesen hatten auf beiden Teilstücken in der Nachkriegszeit überwiegend Akkutriebwagen der Baureihe 515 übernommen, aber auch Nahverkehrszüge mit den Baureihen 140, 212 und 430 waren anzutreffen. Eine Reaktivierung des Personennahverkehrs wird immer wieder diskutiert, war im Jahr 2010 aber nahezu ausgeschlossen.
Bei Störungen auf den Bahnstrecken Duisburg–Köln bzw. Haan-Gruiten–Köln-Deutz werden Personenzüge zwischen Duisburg und Düsseldorf, Düsseldorf und Opladen oder Opladen und Köln gelegentlich über die Bahnstrecke Troisdorf–Mülheim-Speldorf umgeleitet. Im letzteren Fall kann dann der Personenbahnhof Köln-Mülheim nicht angefahren werden.

### Zukunftsplanungen
Seit langem wird gewünscht, den 1983 eingestellten regelmäßigen Personenverkehr auf der Bahnstrecke zwischen Duisburg-Wedau und Düsseldorf-Rath wieder aufzunehmen. Entlang der Ratinger Weststrecke haben die Stadtteile Lintorf (ca. 15.200 Einwohner), Tiefenbroich (ca. 6.500 Einwohner) und Ratingen-West (ca. 17.900 Einwohner) zusammen ein Nachfragepotential von fast 40.000 Personen.
Für den Nahverkehrsplan des zuständigen ÖPNV-Aufgabenträgers, dem Verkehrsverbund Rhein-Ruhr wurde ein Vorschlag untersucht, der zur Erhöhung des Verkehrswerts die Züge südlich von Düsseldorf-Rath nicht wie die S 6 über das westliche Ende der Ruhrtalbahn und die Bahnstrecke Köln–Duisburg, sondern über Düsseldorf-Grafenberg, die vorhandene Verbindungskurve zur Bahnstrecke Düsseldorf–Elberfeld und den Haltepunkt Düsseldorf-Flingern zum Hauptbahnhof Düsseldorf führen sollte. Ziel war, Düsseldorf-Grafenberg durch einen neuen Haltepunkt Düsseldorf-Schlüterstraße zu erschließen. Der Nahverkehrsplan 2012 schätzte die Kosten für eine Reaktivierung im Personenverkehr jedoch als zu hoch ein, da eine durchgängig neue eigene Gleisinfrastruktur geschaffen werden müsste. Wegen geänderten Sicherheitsbestimmungen, die ein Begegnungsverbot von Personen- und Güterverkehr in langen Tunneln vorsehen, erfordere dies den Bau einer weiteren Röhre zum 2053 Meter langen Staufenplatztunnel. Dadurch stiegen die Investitionskosten von ursprünglich 25 Millionen Euro auf mindestens 140 Millionen Euro, was zur Folge hat, dass das Projekt in der integrierten Gesamtverkehrsplanung kurzfristig nicht förderfähig sei.
Eine 2018 vom VRR in Auftrag gegebene neue Machbarkeitsstudie ohne die erweiterte Verkehrsführung via Grafenberg bescheinigte 2020 der neuen Weststrecke ein deutlich positives Kosten-Nutzen-Verhältnis. Die Investitionskosten wurden je nach Planungsvariante auf 93 bis 131 Millionen Euro geschätzt. Der Nutzen würde diese Kosten jedoch deutlich übersteigen. Hierzu trägt auch das an der Bahnstrecke gelegene Neubauprojekt 6-Seen-Wedau mit über 3000 geplanten Wohneinheiten bei.
Im März 2023 veröffentlichte der VRR sein „SPNV-Zielnetz 2040“. Darin soll der Streckenabschnitt Düsseldorf-Rath bis Duisburg-Wedau vom Personenverkehr (S-Bahn-Linien S47 und S39X) genutzt werden. Die Endstationen der S-Bahn-Linien sollen in Duisburg Hbf und Bedburg (Erft) (S39X) bzw. Düsseldorf Hbf (S47) sein. Neue Haltestellen sollen errichtet werden in Ratingen West, Ratingen-Tiefenbroich, Ratingen-Lintorf, Duisburg-Wedau und Duisburg Sportpark Nord. In den NRW-Zielnetzen 2032 und 2040 des „Kompetenzcenters Integraler Taktfahrplan“ ist die Strecke ebenso enthalten. Die Erstellung des Betriebskonzepts und einer Machbarkeitsstudie seien abgeschlossen (Stand: April 2023).

## Güterverkehr
Die Bahnstrecke diente und dient dem schweren Güterverkehr. Im nördlichen Bereich des Bahnhofs Düsseldorf-Rath ist ein Anschluss zu Vallourec Deutschland vorhanden, über den mit Stahlröhren beladene Güterzüge bereitgestellt werden.

Güterverkehr auf der Bahnstrecke Troisdorf–Mülheim-Speldorf
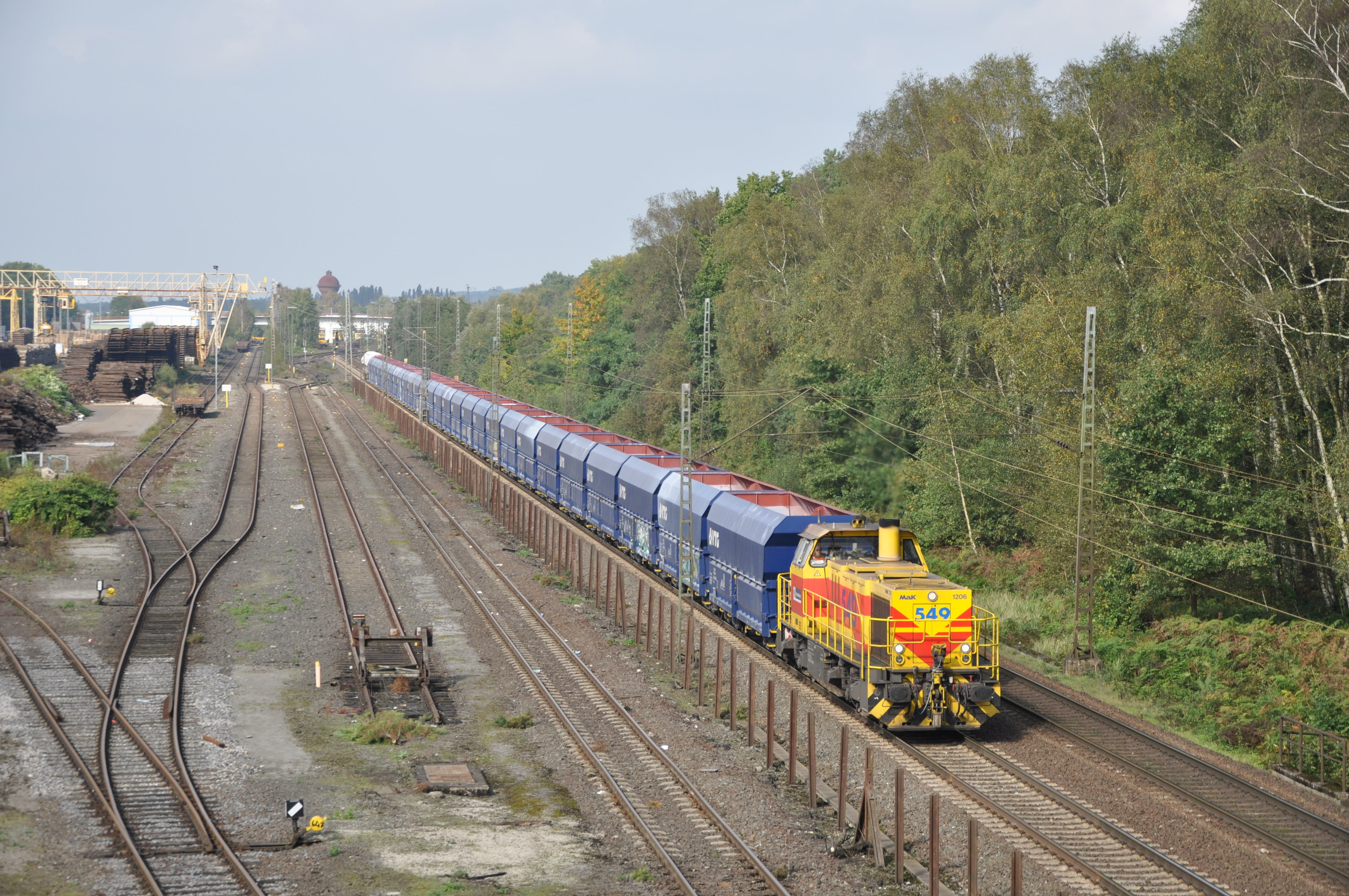
Kalkzug mit Diesellokomotive der Eisenbahn und Häfen in Entenfang
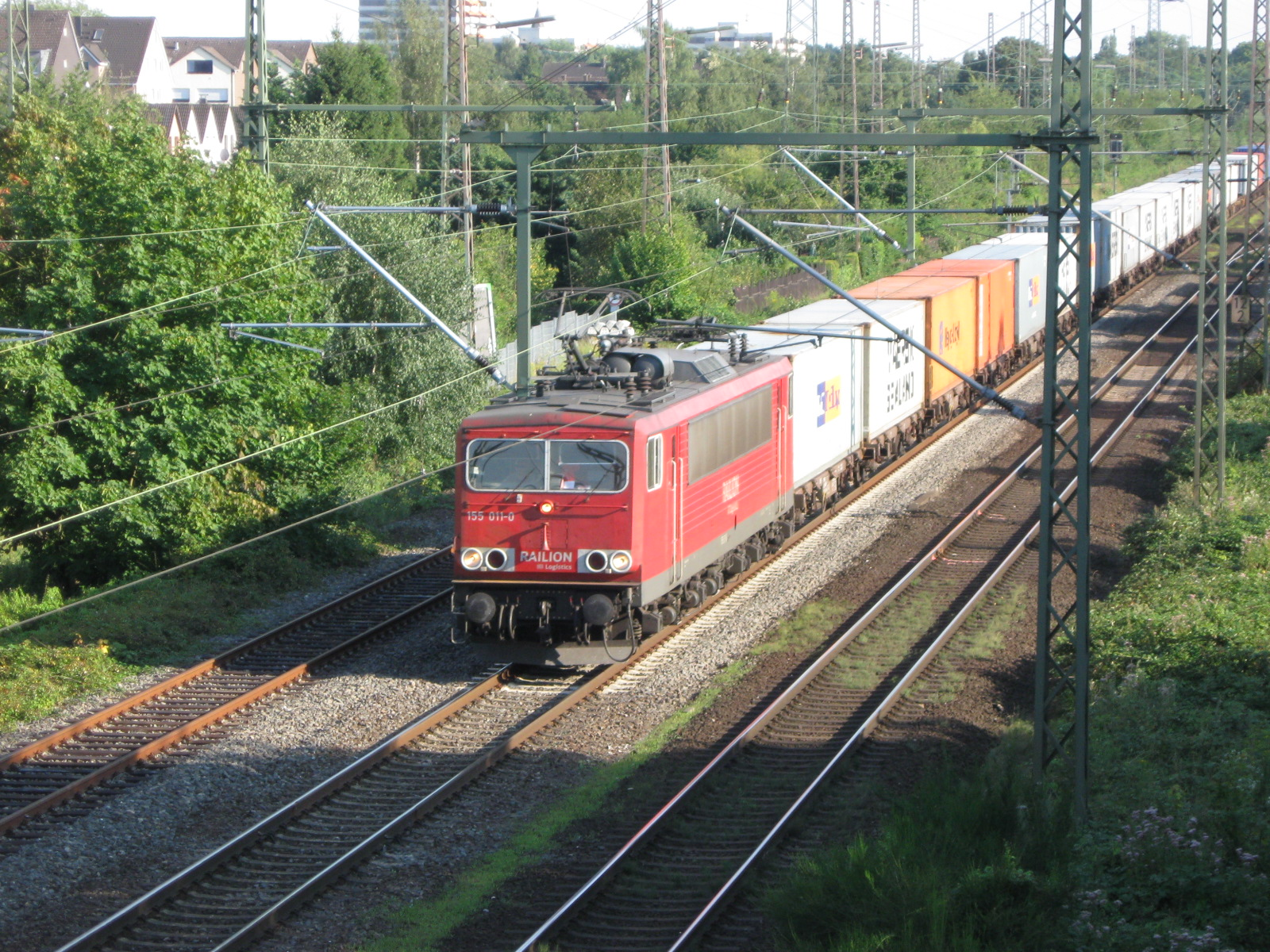
Güterzug mit DB-Baureihe 155 in Ratingen-Lintorf
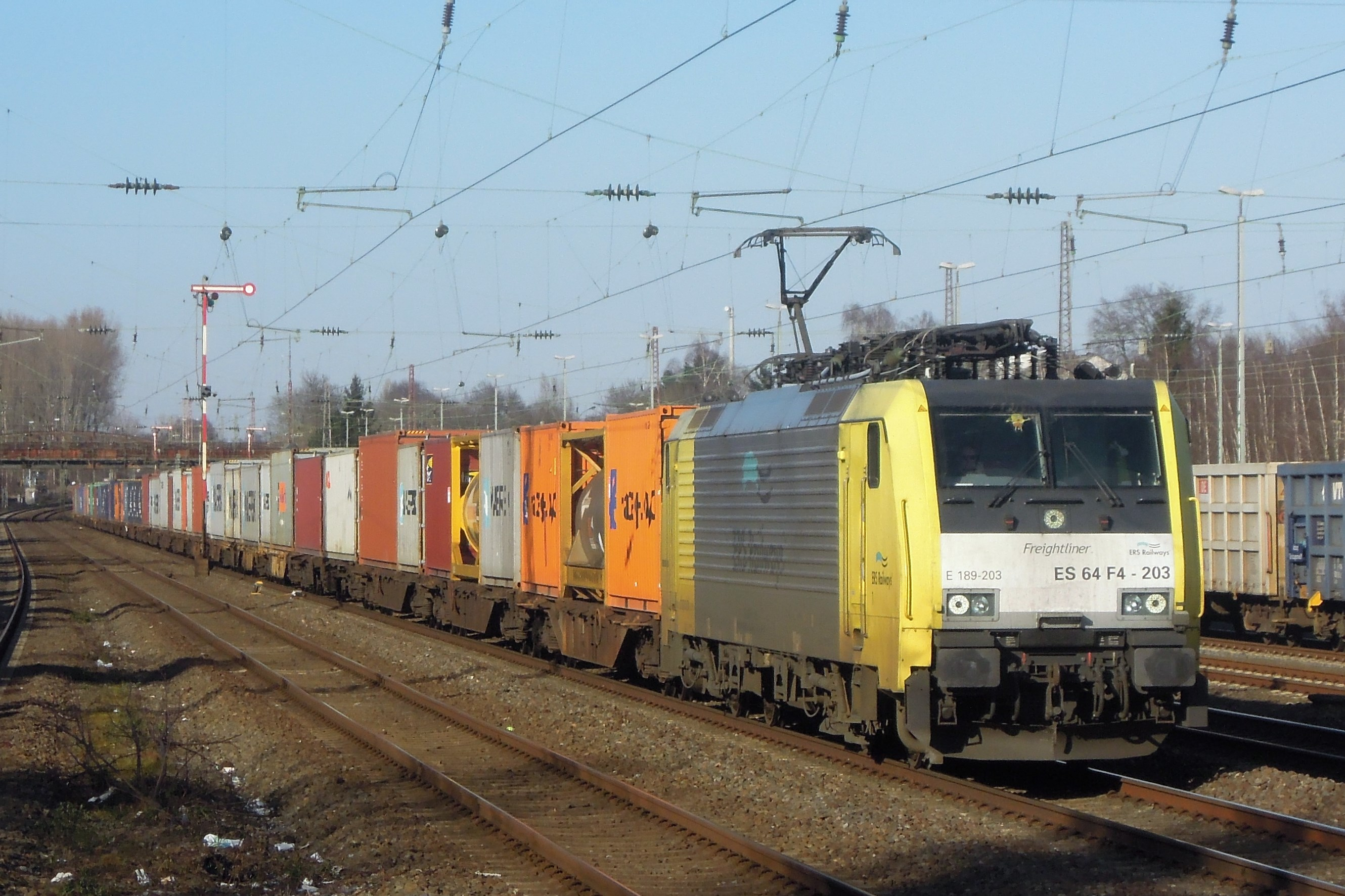
Containerzug von Freightliner mit Siemens ES64F4 in Düsseldorf-Rath
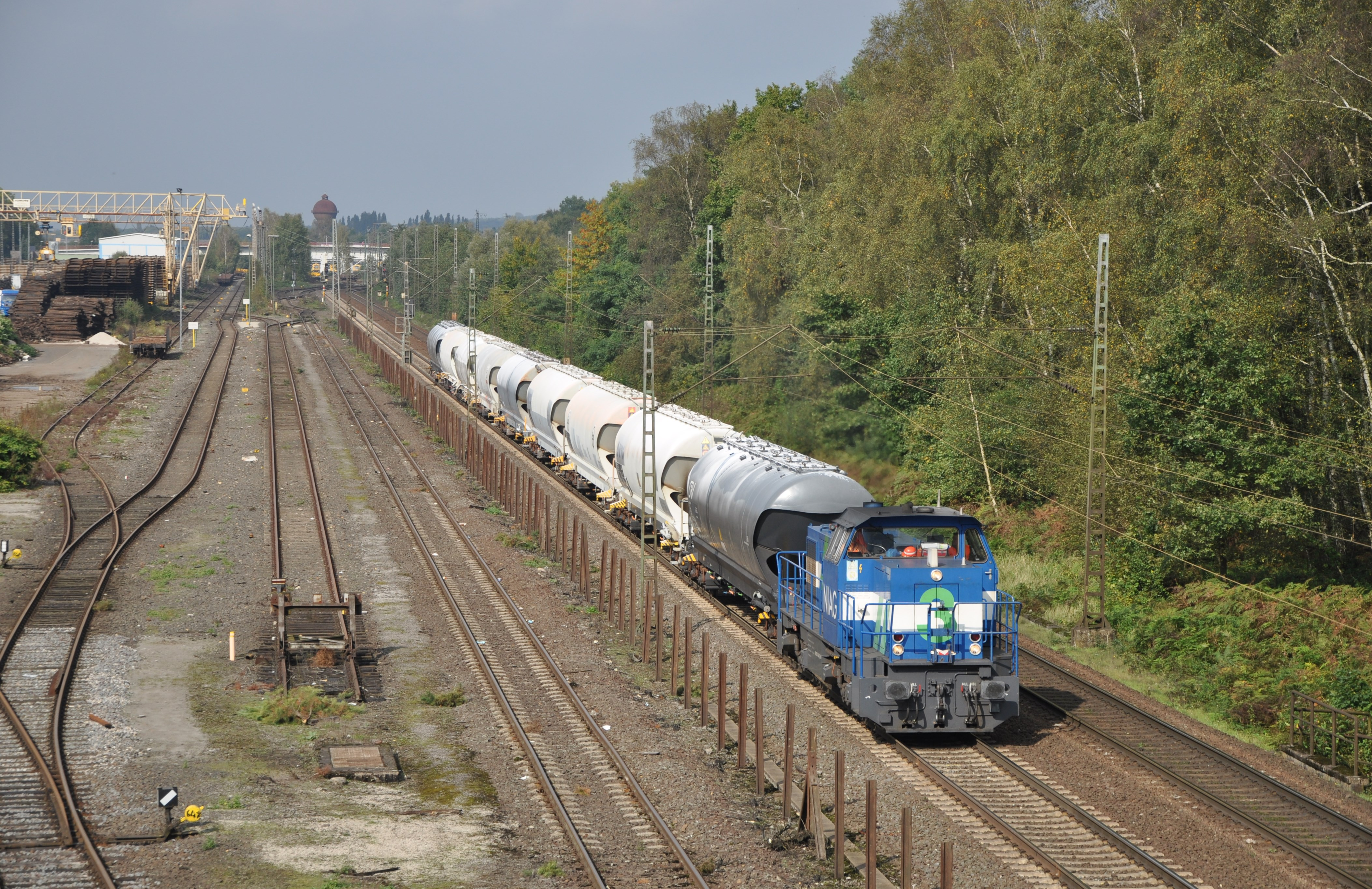
NIAG 3 in Entenfang